# أنكيلوصوراوات
أنكيلوصوراوات (الاسم العلمي: Ankylosaurinae)، فُصيلة ديناصورات من فصيلة الأنكيلوصوريديات. موجودة منذ أوائل العصر الطباشيري منذ حوالي 105 مليون سنة حتى نهاية العصر الطباشيري المتأخر ، حوالي 66 مليون سنة. يتم تضمينها العديد من الأجناس في الفرع الحيوي.